# Saint-Derrien

Saint-Derrien este o comună în departamentul Finistère, Franța. În 1 ianuarie 2022 avea o populație de 846 de locuitori.